# Que'er Shan (berg)
Que'er Shan (kinesiska: 雀儿山, Que’er Shan) är ett berg i Kina. Det ligger i provinsen Sichuan, i den sydvästra delen av landet, omkring 520 kilometer väster om provinshuvudstaden Chengdu. Toppen på Que'er Shan är 5 816 meter över havet.
Que'er Shan är den högsta punkten i trakten. Runt Que'er Shan är det mycket glesbefolkat, med 5 invånare per kvadratkilometer. Trakten runt Que'er Shan består i huvudsak av gräsmarker.
Genomsnittlig årsnederbörd är 894 millimeter. Den regnigaste månaden är juli, med i genomsnitt 196 mm nederbörd, och den torraste är december, med 3 mm nederbörd.